# Senador Firmino (ort)
Senador Firmino är en ort i Brasilien.   Den ligger i kommunen Senador Firmino och delstaten Minas Gerais, i den sydöstra delen av landet, 800 km sydost om huvudstaden Brasília. Senador Firmino ligger 674 meter över havet och antalet invånare är 7 230.
Terrängen runt Senador Firmino är huvudsakligen platt. Senador Firmino ligger nere i en dal. Runt Senador Firmino är det ganska glesbefolkat, med 38 invånare per kvadratkilometer..
Omgivningarna runt Senador Firmino är huvudsakligen savann.